# Agathiopsis amphibola
Agathiopsis amphibola är en fjärilsart som beskrevs av Turner 1906. Agathiopsis amphibola ingår i släktet Agathiopsis och familjen mätare. Inga underarter finns listade i Catalogue of Life.